# Marsh Hendry
Pour les articles homonymes, voir Hendry.
Wayland Marsh Hendry est un monteur américain, né le 14 novembre 1919 dans le comté de Los Angeles en Californie (États-Unis), mort le 6 août 1995  à Los Angeles (Californie).

## Filmographie
- 1944 : Depuis ton départ (Since You Went Away)
- 1949 : The Lone Ranger (série télévisée)
- 1952 : I Married Joan (série télévisée)
- 1953 : Where's Raymond? (en) (série télévisée)
- 1957 : Maverick (série télévisée)
- 1957 : Leave It to Beaver (série télévisée)
- 1958 : Bronco (série télévisée)
- 1958 : L'Homme à la carabine (The Rifleman) (série télévisée)
- 1959 : The Detectives Starring Robert Taylor (série télévisée)
- 1962 : Geronimo
- 1965 : The Further Adventures of Gallegher (série télévisée)
- 1966 : Gallegher Goes West (série télévisée)
- 1967 : Rentrez chez vous, les singes ! (Monkeys, Go Home !)
- 1967 : L'Honorable Griffin (The Adventures of Bullwhip Griffin)
- 1968 : Frissons garantis
- 1973 : Le Poney rouge (The Red Pony) (TV)
- 1975 : Huckleberry Finn (TV)
- 1975 : Against a Crooked Sky
- 1976 : Pony Express Rider (en)
- 1982 : Matt Houston (Matt Houston) (série télévisée)
- 1983 : Shooting Stars (TV)
- 1987 : La loi est la loi (Jake and the Fatman) (série télévisée)